# بيب ديوب
بيب ديوب (بالفرنسية: Pape Diop)‏ هو سياسي سنغالي، ولد في 1954 في داكار في السنغال. حزبياً، نشط في الحزب الديموقراطي السنغالي. وقد انتخب Member of the Senate of Senegal ‏ وانتخب عضو الجمعية الوطنية في السنغال.